# 68. Division (Japanisches Kaiserreich)
Die 68. Division (jap. 第68師団, Dai-68 Shidan) war eine Division des Kaiserlich Japanischen Heeres, die 1942 aufgestellt und 1945 aufgelöst wurde. Ihr Tsūshōgō-Code (militärischer Tarnname) war Zypresse-Division (檜兵団, Hinoki-heidan) oder Hinoki 2327.

## Geschichte der Einheit
Die 68. Division wurde am 2. Februar 1942 unter dem Kommando von Generalleutnant Nakayama Makoto in der Kiangsi-Provinz (China) als Typ C „Brigade“/„Spezial“ Division aufgestellt. Wie bei den meisten Divisionen, die im späteren Verlauf des Krieges aufgestellt wurden, wurden bestehende Einheiten aus ihren Stammeinheiten losgelöst oder aufgelöst. Im Fall der 68. Division diente die 14. Selbstständige Gemischte Brigade als Stammeinheit. Der Division unterstand die 57. Infanterie-Brigade mit den Selbstständigen Infanterie-Bataillonen 61, 62, 63 und 64, und die 58. Infanterie-Brigade mit den Selbstständigen Infanterie-Bataillonen 65, 115, 116 und 117 sowie die 68. Pionier-, 68. Signal-, 68. Transport und 68. Sanitäts-Einheit. Die Division hatte eine Stärke von ca. 10.000 bis zu 12.000 Mann und verfügte über keine eigene Feldartillerie- oder Panzereinheiten. Wie für Typ C-Divisionen üblich war sie für die Partisanen-Bekämpfung vorgesehen.
Anfang 1943 wurde sie nach Kiukiang in der Kiangsi-Provinz verlegt, wo sie als Garnisonsheinheit für die Gegend zwischen Kiukiang und Nanchang eingesetzt wurde.

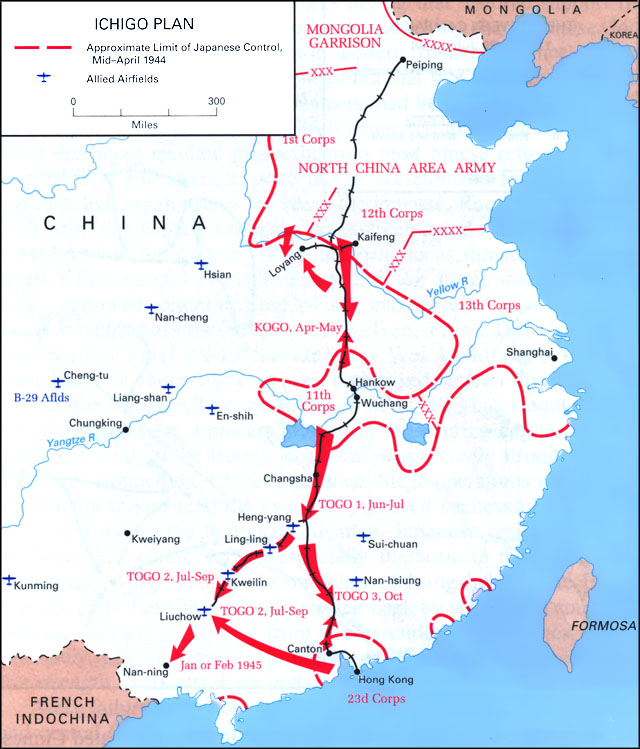
Die Bewegungen japanischer Truppen während der Operation Ichi-gō

Vom 17. April bis 11. Dezember 1944 war die 68. Division an der Operation Ichi-gō, dem größten japanischen Unternehmen des Krieges, beteiligt, an der insgesamt 23 Divisionen mit über 400.000 Soldaten beteiligt waren. Im Mai kam es zu vierten Schlacht um Changsha, die dieses Mal, nach dem die drei vorangegangenen Schlachten um die Stadt verlustreich abgeschlagen worden waren, siegreich für die Japaner ausging. Nach Einnahme von Changsha griff die 68. zusammen mit der 116. Division am 22. Juni die Stadt Hengyang an, die von der Nationalrevolutionären Armee schwer befestigt worden war. Die Schlacht um Hengyang vom 22. Juni bis zum 8. August 1944 war die längste Schlacht um eine Stadt während des Zweiten Chinesisch-Japanischen Krieges. Nachdem die Heeresluftstreitkräfte die Stadt mit Brandbomben belegt hatten, erfolgte der Angriff der Infanterie. Die Chinesen hatten ihre Verteidigung mit überschneidenden Feuerzonen aufgebaut, sodass die japanischen Verluste schnell anstiegen. Verstärkt durch drei weitere Divisionen erhöhten die Japaner den Druck auf die chinesischen Verteidiger und Hengyang fiel am 8. August. Von den 110.000 angreifenden Japanern waren ca. 30.000 gefallen oder verwundet worden.
Nach Ende der Kampfhandlungen um Hengyang verblieben die Reste der 68. Division in der Gegend und 1945 wurde die Division aufgelöst.

## Gliederung
Im Februar 1942 erfolgte die Aufstellung der Division als Typ C „Brigade“/„Spezial“ Division wie folgt:
- Divisionsstab (350 Mann)
  - Stab der 57. Infanterie-Brigade (50 Mann)
    - 61. Selbstständiges Infanterie-Bataillon (ca. 1200 Mann)
    - 62. Selbstständiges Infanterie-Bataillon (ca. 1200 Mann)
    - 63. Selbstständiges Infanterie-Bataillon (ca. 1200 Mann)
    - 64. Selbstständiges Infanterie-Bataillon (ca. 1200 Mann)

  - Stab der 58. Infanterie-Brigade (50 Mann)
    - 65. Selbstständiges Infanterie-Bataillon (ca. 1200 Mann)
    - 115. Selbstständiges Infanterie-Bataillon (ca. 1200 Mann)
    - 116. Selbstständiges Infanterie-Bataillon (ca. 1200 Mann)
    - 117. Selbstständiges Infanterie-Bataillon (ca. 1200 Mann)

  - 68. Pioniereinheit (ca. 250 Mann)
  - 68. Signaleinheit (ca. 140)
  - 68. Transporteinheit (ca. 800 Mann)
  - 68. Veterinär-Hospital (ca. 80 Mann)
  - 68. Sanitätseinheit (ca. 500 Mann)

Gesamtstärke: ca. 11.820 Mann

## Führung
Kommandeure:
- Generalleutnant Atsushi (Makoto) Nakayama, 1. April 1942 bis 25. März 1943
- General Tamito Sakuma, 25. März 1943 bis 1. Juli 1944
- General Mikio Tsutsumi, 1. Juli 1944 – September 1945